# گمینا پژروو
گمینا پژروو (به لهستانی:  Gmina Przyrów) یک گمینا در لهستان است که در شهرستان چنستوخووا واقع شده‌است. گمینا پژروو ۸۰٫۴۴ کیلومتر مربع مساحت و ۴٬۱۲۲ نفر جمعیت دارد.